# Grand Orient de France
 Der er for få eller ingen kildehenvisninger i denne artikel, hvilket er et problem. Du kan hjælpe ved at angive troværdige kilder til de påstande, som fremføres i artiklen.

Grand Orient de France (GOdF) er en organisation af frimurere i Frankrig. Organisationen har ca. 47.000 medlemmer fordelt på ca. 1.200 loger.